# Faragó "Judy" István
Faragó "Judy" István (Borota, 1944. augusztus 20./november 20. – ?, 2003. június 27.) magyar gitáros, zeneszerző. Faragó Richard sportriporter édesapja.

## Zenei pályafutása
Faragó 1962-től a Scampolo együttesben játszott, majd 1964-től katona, 1965-ben a Flottilla zenekarral fellépett a Ki mit tud?-on, 1967-től ismét a Scampolóban zenélt. Komár Lászlóval 1973-ban megalapították a Szemek szájak szívek együttest, mely 1974-ben a Sprint nevet vette fel. Lemezein rock and roll, country és népszerű dalok saját feldolgozásai szerepeltek. Utoljára 1998 februárjában, a Budapest Kongresszusi Központban lépett színpadra a Scampolo emlékkoncertjén. Ezt követően végleg visszavonult a nyilvános szereplésektől.
2003-ban hunyt el, hamvai az Óbudai temető 26. parcellájában nyugszanak.

## Szólókarrier
Három önálló nagylemeze (LP) jelent meg: Judy guitar (1983), Ezüst gitár (1986), Judy 3 (1991),és CD-je a Best of Judy (1992). A Best of F. "JUDY" I. a három nagylemez anyagaiból készült válogatás, mely kizárólag CD-n jelent meg. (A hangkazettán való kiadást, mint szerző, nem engedélyezte.)
A CD-n saját szerzeményeken kívül magyar és világslágerek feldolgozásai szerepelnek, mint pl. Akácos út, Szeress gyengéden (Love me tender), Zöld mezők (Green fields), Szomorú vasárnap, Csinibaba, Leszállt a csendes éj (Bács Ferenc előadásában), Exodus stb. összesen 22 szám több mint 70 percben. Külön érdekesség a borító, mely a külföldön megjelent, rendkívül elismerő kritikákat ismerteti magyar és angol nyelven, valamint – tekintettel a külföldi érdeklődésre – a Leszállt a csendes éj szövegének angol nyelvű fordítását is.